# Danh sách tập phim Digimon Universe: Appli Monsters
Digimon Universe: Appli Monsters là phim hoạt hình Nhật Bản sản xuất bởi Toei Animation. Phim được phát sóng trên Fuji Television từ ngày 1 tháng 10 năm 2016 đến ngày 30 tháng 9 năm 2017. 
Ca khúc mở đầu series trong 25 tập đầu tiên là DiVE!! do Amatsuki trình bày và các tập còn lại là bài Gatchen! (ガッチェン!) do SymaG trình bày. Bài hát kết thúc 13 tập đầu tiên là Aoi Honoo Shindoroumu (青い炎シンドローム Aoi Honō Shindorōmu) do Iina Riho trình bày, bài Ai (アイ) do Wajima Ami trình bày trong các tập từ 14 đến 25, bài Little ruby (リトルピ Rita Rupi) do Ange☆Reve trình bày trong các tập từ 26 đến 38 và từ tập 39 trở đi là bài Perfect World (パーフェクトワールド Pāfekuto Wārudo) do Traffic Light trình bày.

## Tổng quan
| Mùa | Mùa | Số tập | Số tập | Phát sóng gốc       | Phát sóng gốc       |
| Mùa | Mùa | Số tập | Số tập | Phát sóng lần đầu   | Phát sóng lần cuối  |
| --- | --- | ------ | ------ | ------------------- | ------------------- |
|     | 7   | 52     | 52     | 1 tháng 10 năm 2016 | 30 tháng 9 năm 2017 |

## Danh sách tập
| STT tập phim | Tên tập phim | Ngày phát sóng gốc   |
| ------------ | --- | -------------------- |
|              | |                      |
| 1            | "Kết quả tìm kiếm là Shinkai Haru! Gatchmon xuất hiện!" "Kensaku Kekka wa Shinkai Haru! Gacchimon Arawaru!" (検索結果は新海ハル！ ガッチモンあらわる！)                                                                 | 1 tháng 10 năm 2016  |
| 2            | "Người chỉ đường bí ẩn! Tôi là Navimon!" "Ayashiki Michisaki Annainin! Sessha Nabimon de Gozaru!" (あやしき道先案内人！ 拙者ナビモンでござる！)                                                                         | 8 tháng 10 năm 2016  |
| 3            | "Nhân vật của tôi bị lột trần!? Trường học Dungeon của Ropugemon!" "Sodateta Kyara ga Supponpon!? Rōpuremon no Gakkou Danjon!" (育てたキャラがスッポンポン！？ ロポレモンの学校ダンジョン)                              | 15 tháng 10 năm 2016 |
| 4            | "Ta sẽ lấy trang phục của ngươi! Halloween Scaldal của Cameramon" "Kasou no Kimi o Witadakimasu! Kyameramon no Harowin Sukyandaru!" (仮装のキミをうぃただきます！ キャメラモンのハロウィンスキャンダル！)               | 22 tháng 10 năm 2016 |
| 5            | "Dokkan Punch vào tim bạn! Eri là Appmon Idol!" "Anata no Hāto ni Dokkan Panchi! Eri wa Apumon Aidoru!" (あなたのハートにドッカンパンチ！ エリはアプモンアイドル！)                                                     | 29 tháng 10 năm 2016 |
| 6            | "Đánh giá ẩm thực thượng đỉnh! Ứng dụng ẩm thực, Perorimon!" "Saikou no Gurume Repōto! Gurume Apuri - Perorimon!" (最高のグルメレポート！ グルメアプリ・ペロリモン！)                                                   | 5 tháng 11 năm 2016  |
| 7            | "Appli Drive thứ ba! Torajirō là AppTuber!" "Mitsume no Apuri Doraivu! Torajirō wa Apu Chūbā!" (３つ目のアプリドライヴ！ 虎次郎はアプチューバー！)                                                                      | 12 tháng 11 năm 2016 |
| 8            | "Rắc rối lớn khiến không thể ngầu chút nào!? Đại chiến thuật làm phim vui vẻ của Astra!" "Dai Pinchi de Chou-norenee!? Asutora no Omoshiro Douga Daisakusen!" (大ピンチで超ノレねえ！？ アストラのおもしろ動画大作戦！) | 19 tháng 11 năm 2016 |
| 9            | "Ta muuốn được đứng đầu! Giải đấu Appmon ở Cyber Arena!" "Mezase Kakudzuke Nanbā Wan! Apumon Senshuken in Saibā Arīna!" (めざせ格付けナンバーワン！ アプモン選手権インサイバーアリーナ！)                               | 26 tháng 11 năm 2016 |
| 10           | "Tham vọng của Appmons! Thu thập Seven Code huyền thoại!" "Apumon-tachi no Akogare! Densetsu no Sebunkōdo Kai!" (アプモンたちのあこがれ！ 伝説のセブンコード会！)                                                       | 3 tháng 12 năm 2016  |
| 11           | "Lặn xuống biển Net! Đuổi theo sêu Hacker Rei!" "Netto no Umi ni Daibu seyo! Sūpā Hakkā Rei o Oe!" (ネットの海にダイブせよ！ スーパーハッカーレイを追え！)                                                              | 10 tháng 12 năm 2016 |
| 12           | "Đánh bại Sakushimon bằng Siêu App Link!" "Sakushimon Chou-apurinku de Uchiyabure!" (サクシモン 超アプリンクで 打ち破れ！)                                                                                              | 17 tháng 12 năm 2016 |
| 13           | "Giáng Sinh đã biến mất! Kẻ trộm lịch Calendamon!" "Kurisumasu ga Kiechatta! Koyomi Dorobou Karendamon!" (クリスマスが消えちゃった！ 暦泥棒カレンダもん！)                                                              | 24 tháng 5 năm 2016  |
| 14           | "Thành phố toàn câu đố!? Puzzlemon nổi loạn!" "Machijū ga Pazuru Gēmu!? Pazurumon Daibousou!" (街中がパズルゲーム！？ パズルモン大暴走！)                                                                               | 7 tháng 1 năm 2017   |
| 15           | "Nhìn thấu tương lai!? Bà đồng bí ẩn Tellermon" "Mirai wa Zenbumieteiru!? Shinpi no Uranai Terāmon" (未来は全部見えている！？ 神秘の占いテラーモン)                                                                     | 14 tháng 1 năm 2017  |
| 16           | "Thông điệp vượt "Thời gian". Sự thật về Appli Drive" ""Toki" o Koeta Messēji Apuri Doraivu no Shinjitsu" (「トキ」を超えたメッセージ アプリドライヴの真実！)                                                           | 21 tháng 1 năm 2017  |
| 17           | "Rất nhiều Eri từ sao chép - dán!? Giành lại sân khấu trong mơ!" "Eri ga Kopipe de Daizoushoku!? Torimodose, Yume no Sutēji!" (エリがコピペで大増殖！？ とりもどせ、夢のステージ！)                                     | 28 tháng 1 năm 2017  |
| 18           | "Mối quan hệ của Haru và Yūjin. Dừng lại! Resshamon tốc hành!" "Haru to Yūjin no Kizuna Yamero! Bousou Resshamon!" (ハルと勇仁の絆 止めろ！暴走レッシャモン！)                                                          | 4 tháng 2 năm 2017   |
| 19           | "Biển Net hỗn loạn! "Thời gian" đã điểm, App Hợp thể Cùng cực!" "Netto no Umi ga Dai-pinchi! "Toki" ha Kita, Kiwami Apugattai!!" (ネットの海が大ピンチ！ 「トキ」を来た、極アプ合体！！)                                | 11 tháng 2 năm 2017  |
| 20           | "Tạm biệt Astra!? Ác mộng của Dreammon!" "Sayonara Asutora!? Dorīmon no Akumu!" (さよならアストラ！？ ドリーモンの悪夢！)                                                                                               | 18 tháng 2 năm 2017  |
| 21           | "Con đường trở thành Idol hàng đầu! Huấn luyện đặc biệt của Coachmon!" "Toppu Aidoru e no Michi! Kōchimon no Moutokkun!" (トップアイドルへの道！ コーチモンの猛特訓！)                                                  | 25 tháng 2 năm 2017  |
| 22           | "Cho ta mượn sức mạnh của ngươi. Rei và Hackmon, cuộc gặp gỡ hôm đó" "Omae no Chikara o Ore ni Kase. Rei to Hakkumon, Ano Hi no Deai" (お前の力を俺に貸せ レイとハックモン、あの日の出会い)                             | 4 tháng 3 năm 2017   |
| 23           | "Giành lại Seven Code Appmon! Đối đầu Cùng cực VS Cùng cực!" "Torimodose Sebun Kōdo Apumon! Taiketsu Kiwami tai Kiwami!" (とりもどせセブンコードアプモン！ 対決極VS極！)                                                | 11 tháng 3 năm 2017  |
| 24           | "Đòn tấn công của Cometmon khổng lồ!? Hãy mở cửa ra, Dantemon!" "Choukyodai Komettomon Shūrai!? Tobira o Hirake, Dantemon!" (超巨大コメットモン襲来！？ 扉をひらけ、ダンテモン！)                                       | 18 tháng 3 năm 2017  |
| 25           | "Đã tới lúc xâm nhập vào Deep Web! Cyber Cửu Long bí ẩn!" "Tsuini Sennyū Dīpu Webu! Nazo no Saibā Kūron!" (ついに潜入ディプウェブ！ 謎のサイバー九龍！)                                                                 | 25 tháng 3 năm 2017  |
| 26           | "Tôi là nhân vật chính!? Cuộc gặp gỡ với Gatchmon" "Boku ga Shujinkou!? Gacchimon tono Deai" (ボクが主人公！？ ガッチモンとの出会い)                                                                                    | 1 tháng 4 năm 2017   |
| 27           | "Appli Driver thứ năm!" "Goninme no Apuri Doraivā!" (五人目のアプリドライヴ！) | 8 tháng 4 năm 2017   |
| 28           | "Appli Drive DUO! Offmon xuất hiện" "Apuri Doraivu Dyuo! Ofumon Arawaru" (アプリドライヴDUO！ オフモンあらわる) | 15 tháng 4 năm 2017  |
| 29           | "Loại trừ chiến hữu!? Gatchmon dứt áo ra đi" "Badi Kaishou!? Gacchimon no Iede" (バディ解消！？ ガッチモンの家出) | 22 tháng 4 năm 2017  |
| 30           | "Dokamon đang yêu!? Ứng dụng ẩm thực MariPero xen vào!" "Dokamon no Koi!? Gurume Apuri Maripero Shūrai!" (ドカモンの恋！？ グルメアプリ・マリペロ襲来！)                                                                | 29 tháng 4 năm 2017  |
| 31           | "Mọi người đều bị lôi vào chuyến đi!? Chuyến du lịch đáng sợ của Tripmon" "Tabi wa Michidzure!? Torippumon no Kyoufu Torippu" (旅は道連れ！？ トリップモンの恐怖トリップ)                                               | 6 tháng 5 năm 2017   |
| 32           | "Mọi người đưa cậu ấy ra đi! Offmon tự giam mình mất rồi!" "Minna de Tsuredase! Hikikomori no Ofumon!" (みんなで連れ出せ！ 引きこもりのオフモン！)                                                                      | 13 tháng 5 năm 2017  |
| 33           | "CEO trung học! Unryūji Knight xuất hiện!" "Koukousei CEO! Unryūji Naito Arawaru!" (高校生CEO！ 雲龍寺ナイトあらわる！)                                                                                                 | 20 tháng 5 năm 2017  |
| 34           | "Cảm ơn tương lai! Chào mừng đến với thành phố Trí tuệ nhân tạo!" "Sankyū Mirai! Jinkou Chinou no Machi e Youkoso!" (サンキュー未来！ 人工知能の街へようこそ！)                                                         | 27 tháng 5 năm 2017  |
| 35           | "Mục tiêu trở thành Cửu Thần! Cuộc bình chọn của Appliyama 470" "Mezase Kyūnin Goddo! Apuriyama 470 Sousenkyo" (めざせ9人ゴッド！ アプリ山470総選挙)                                                                    | 3 tháng 6 năm 2017   |
| 36           | "Kết quả cuộc bình chọn! Bàn tay đen tối chạm đến Eri!" "Sousenkyo Kecchaku! Eri ni Semaru Ma no Te!" (総選挙決着！ エリに迫る魔の手！)                                                                                 | 10 tháng 6 năm 2017  |
| 37           | "Tấn công! Appmon Cùng cực - Ultimate 4!" "Shūrai! Kiwami Apumon - Arutimetto 4!" (襲来！ 極アプモン・アルディメット4！)                                                                                                | 17 tháng 6 năm 2017  |
| 38           | "Đem Gatchmon quay về! Thử thách của ông Denemon!" "Gacchimon o Torimodose! Den'emon-jiichan no Shiren!" (ガッチモンを取り戻せ！ 電衛門じいちゃんの試練！)                                                              | 24 tháng 6 năm 2017  |
| 39           | "Sức mạnh mới! Appli Drive Duo!" "Aratana Chikara! Apuri Doraivu DUO!" (新たな力！ アプリドライヴDUO！) | 1 tháng 7 năm 2017   |
| 40           | "Tái đấu Ultimate 4! Thử thách của đám mây!" "Arutimetto 4 Futatabi! Kuraudo no Chousenjou!" (アルディメット4再び！ クラウドの挑戦状！)                                                                                 | 8 tháng 7 năm 2017   |
| 41           | "Cuộc chiến khốc liệt! Globemon VS Charismon!" "Kyokugen no Gekitou! Gurōbumon tai Karisumon!" (極限の激闘！ グローブモンVSカリスモン！)                                                                                | 15 tháng 7 năm 2017  |
| 42           | "Quyết tâm của Rei! Kế hoạch tìm Hajime!" "Rei no Ketsui! Hajime Sousaku Daisakusen!" (レイの決意！ はじめ捜索大作戦！)                                                                                                 | 22 tháng 7 năm 2017  |
| 43           | "Dậy đi, Sleepmon! Giải đấu Appmon tái diễn!!" "Mezamero, Surīpumon! Apumon Senshuken Futatabi!!" (目覚めろ、スリープモン！ アプモン選手権再び！！)                                                                     | 29 tháng 7 năm 2017  |
| 44           | "Đuổi theo Bootmon chạy trốn!" "Toubousha Būtomon o Oe!" (逃亡者・ブートモンを追え！) | 5 tháng 8 năm 2017   |
| 45           | "Cuộc chiến phi thường! Gatchmon VS Agumon!" "Daigekitotsu!? Gacchimon tai Agumon" (大激突！？ ガッチモンVSアグモン！)                                                                                                  | 12 tháng 8 năm 2017  |
| 46           | "Lời nguyện cầu dưới sao băng! Kế hoạch giải cứu Astra!" "Hoshizora no Chikai! Asutora Kyūshutsu Daisakusen!" (星空の誓い！ アストラ救出大作戦！)                                                                       | 19 tháng 8 năm 2017  |
| 47           | "Bộ mặt thật của Yūjin" "Yūjin no Shinjitsu" (勇仁の真実) | 26 tháng 8 năm 2017  |
| 48           | "Khởi động! Kế hoạch ứng dụng hóa nhân loại!" "Kidou! Jinrui Apurika Keikaku!" (起動！ 人類アプリ化計画！) | 2 tháng 9 năm 2017   |
| 49           | "Phép màu tiến hóa tối hậu! Appmon Thần giáng trần!" "Kiseki no Saishū Shinka! Kami Apumon Kourin!" (奇跡の最終進化！ 神アプモン降臨！)                                                                                 | 9 tháng 9 năm 2017   |
| 50           | "Liên kết của hy vọng! Haru và Gaiamon!!" "Kibou no Kizuna! Haru to Gaiamon!!" (希望の絆！ ハルとガイアモン！！) | 16 tháng 9 năm 2017  |
| 51           | "Giấc mơ của Trí tuệ nhân tạo" "Jinkou Chinou no Miru Yume" (人工知能の見る夢！) | 23 tháng 9 năm 2017  |
| 52           | "Điểm kỳ dị của chúng ta" "Bokutachi no Shingyuraritī" (ボクたちのシンギュラリティー) | 30 tháng 9 năm 2017  |